# Коронавірусна хвороба 2019 у Габоні
Коронаві́русна хворо́ба 2019 у Габо́ні — розповсюдження пандемії коронавірусу територією Габону.
Перший випадок появи коронавірусної хвороби було виявлено на території Габону 12 березня 2020 року.
Станом на 26 березня 2020 року, у Габоні виявлено 7 випадки захворювання, одна людина померла.

## Хронологія
12 березня 2020 року влада Габону повідомила про перший випадок виявлення захворювання у країні, інфікованим виявився 27-річний габонець, котрий повернувся до Габону з Франції 8 березня..
17 березня було повідомлено про 2 нових випадки захворювання, першою виявилася жінка, котра працює в Міністерстві закордонних справ. Вона відвідала Марсель та Париж, перш ніж повернутися до Габону. Другою інфікованою виявилася 29-річна прикордонний поліцейський, котра працює в міжнародному аеропорту Леона Мба Лібревіля. Вона перевіряла паспорт першого інфікованого у Габоні, котрий прибув з Франції 8 березня.
20 березня було повідомлено про першу смерть від коронавірусу у Габоні.